# پراکندگی پیراقطبی

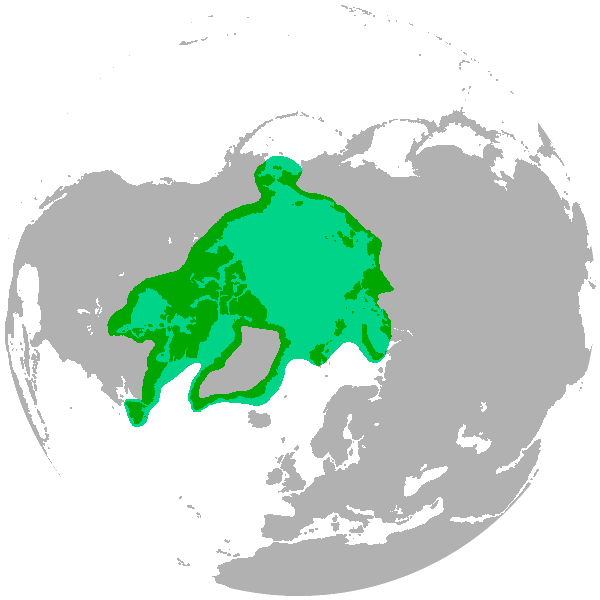
دامنه خرس قطبی شمالگان را دربرگرفته کرده است.

پراکندگی پیراقطبی (به انگلیسی: Circumpolar distribution) به هر محدوده‌ای از آرایه گفته می‌شود که در محدوده گسترده‌ای از طول جغرافیایی اما تنها در عرض‌های جغرافیایی بالا یافت می‌شود؛ بنابراین، چنین محدوده‌ای در سراسر قطب شمال یا قطب جنوب گسترش می‌یابد. گفته می‌شود گونه‌هایی که در محیط‌های کوهستانی جداشده دورتر از قطب‌ها نیز یافت می‌شوند، دارای پراکندگی قطبی-آلپی هستند.
جانورانی با پراکندگی پیراقطبی عبارتند از: گوزن شمالی، خرس قطبی، روباه قطبی، بوف برفی، زردپره برفی، مرغابی شمالگان پادشاه، غاز شمالی و کاکایی‌اقیانوسی دم‌دراز در شمال و فک ودل و پنگوئن آدلی در جنوب.
گیاهانی با پراکندگی پیراقطبی شمالی عبارتند از Eutrema edwardsii (Syn. Draba laevigata), Saxifraga oppositifolia , Persicaria vivipara و Honckenya peploides.